# Сибирская советская энциклопедия
Сибирская советская энциклопедия (ССЭ) — русское энциклопедическое издание о Сибири, Дальнем Востоке и Восточном Урале, об их географии, демографической и социально-политической ситуации в регионе и о местном населении.

## История
Сибирская советская энциклопедия являлась предшественницей региональных республиканских энциклопедий СССР. Впервые вопрос о необходимости создания отдельной сибирской энциклопедии был инициирован в 1919 году «Институтом исследования Сибири» на съезде в Томске при поддержке руководителя белого движения Александра Васильевича Колчака, осуществление программы началось в 1920 году, но с приходом Советской власти прекратилась. В 1926 году среди образованных слоёв вновь начинается движение в поддержку создания фундаментального труда о Сибири, собирается оргбюро, и, в апреле 1927 года, утверждается редакционная коллегия из ведущих местных учёных.
Первый том энциклопедии вышел в издательстве газеты «Правда» (тираж 10 тыс. экземпляров), следующие два публиковались объединением издательств «ОГИЗ». За период 1929—1932 гг в Новосибирске было издано 3 тома, планировалось выпустить в печать ещё два основных и один дополнительный, но выпуск был свёрнут. Среди общих редакторов первого тома были заведующий кафедрой истории русской литературы Иркутского университета профессор Марк Константинович Азадовский и другие (всего — более 500 человек).
При работе над материалами второго тома ССЭ были арестованы почти все ведущие редакторы по ложному обвинению в белогвардейском заговоре, некоторые были расстреляны. На место коллектива редакторов был назначен московский главный редактор — Борис Захарович Шумяцкий.
Планировавшийся четвёртый том был опубликован лишь в 1992 году в Нью-Йорке по уцелевшей микроплёнке и сигнальным экземплярам, в своё время розданным членам редколлегии. Материалы для пятого основного и шестого, дополнительного, томов также были подготовлены, но в связи со сталинскими репрессиями и ликвидацией редакционной коллегии, которая пришлась на май-июль 1937 года, они остались лишь в рукописном варианте, переданном в Государственный архив Новосибирской области. Издание энциклопедии со статьями, написанными «врагами народа», в СССР было под запретом.

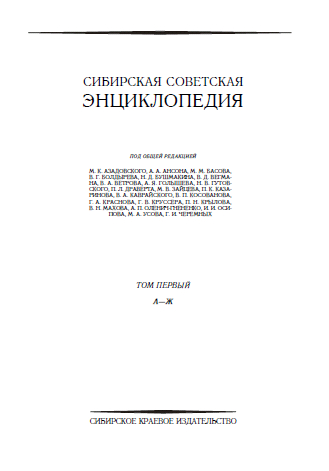
Заглавная страница первого тома ССЭ

## Содержание
Энциклопедия охватывает почти все области знания, но в подаче фактов и подробности изложения материала заметно влияние коммунистической идеологии.
| Том | Название                   | Год издания |
| --- | -------------------------- | ----------- |
| 1   | А — Ж (Аба — Жуя)          | 1929        |
| 2   | З — К (Забайкалье — Кяхту) | 1930—1931   |
| 3   | Л — Н (лабаз — Някшинда)   | 1933        |
| 4   | О — С (Обдорск — съезды)   | 1992        |
| 5   | Т — Я                      | —           |
| 6   | дополнительный том         | —           |

## Оценки учёных
В 2003 году в энциклопедии «Новосибирск» доктор исторических наук Александр Леонидович Посадсков дал следующую оценку: «по мнению многих специалистов, ССЭ до сих пор является непревзойдённым памятником научной мысли сибирского региона 1920—30-х г.г., наиболее значительным изданием, осуществлённым в Сибири в XX веке».